# Рольф Гохгут
Рольф Гохгут (нім. Rolf Hochhuth; 1 квітня 1931, Ешвеге — 13 травня 2020, Берлін) — німецький прозаїк і драматург. Найвідоміший за драмою «Вікарій» 1963 року про принаймні байдужість, якщо не про підтримку нацистського знищення євреїв. Завдяки контексту та іншим персонажам, в головному герої вгадується Папа Пій XII.
Відповідно до інформації, оприлюдненої в 2007 році румунським генералом «Секурітате» Іоном Міхаєм Пачепою, драматурга надихнув написати п'єсу давній співробітник радянських спецслужб, що спеціалізувався, серед іншого в дезінформації. У рамках операції КДБ він мав поставити Гохгуту в 1963 році матеріали, що звинувачують Папу, за словами Пачепи, виготовлені за допомогою «Секурітате». Інші історики та дослідники цього питання не згодні з припущеннями Іона Пачепи. Ця драма, поставлена на багатьох європейських та американських сценах, зумовила широку дискусію та низку суперечок.
Іншою відомою і суперечливою п'єсою Гохгута є «Солдати», в якій він припускає, що Вінстон Черчилль брав безпосередню участь у здійсненні вбивства генерала Владислава Сікорського в авіакатастрофі в Гібралтарі. У цьому творі Черчилль також відповідає за масові килимові бомбардування німецьких міст та за смерть тисяч жителів цих міст.
У 1980 році Рольф Гохгут був удостоєний літературної премії Лессінга (Гамбург) за свою літературну творчість, а у 1990 році у Базелі — премією Якоба Буркгардта. В 1983 році Анджей Вайда зняв за його романом фільм «Кохання в Німеччині».